# Messor caducus
Messor caducus es una especie de hormiga del género Messor, subfamilia Myrmicinae. 

## Distribución
Esta especie se encuentra en Armenia, Georgia, Irán, Kazajistán, Turquía, Grecia y Rusia.